# Премія Челльґрена

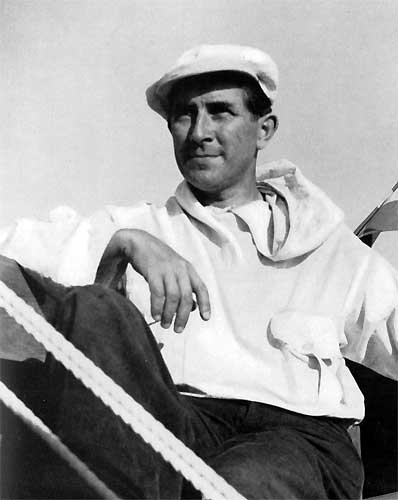
Свен Бартель, лауреат 1980 року

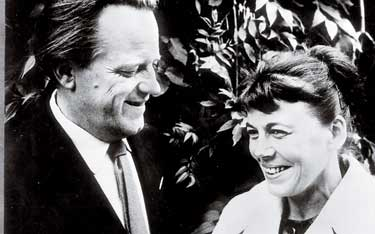
Ґуннель і Свен Алін, лауреати 1982 року

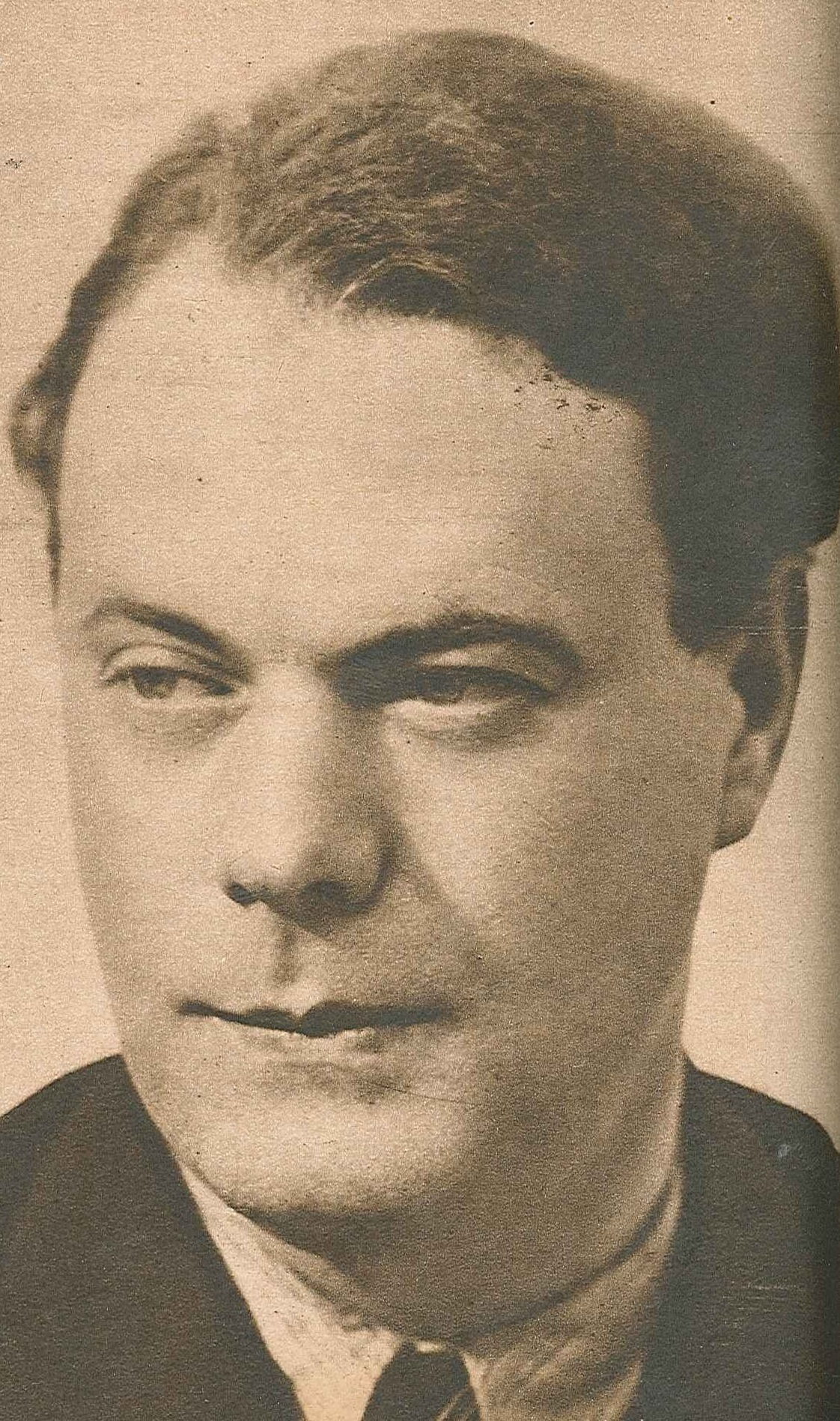
Юганнес Едфельт, лауреат 1983 року

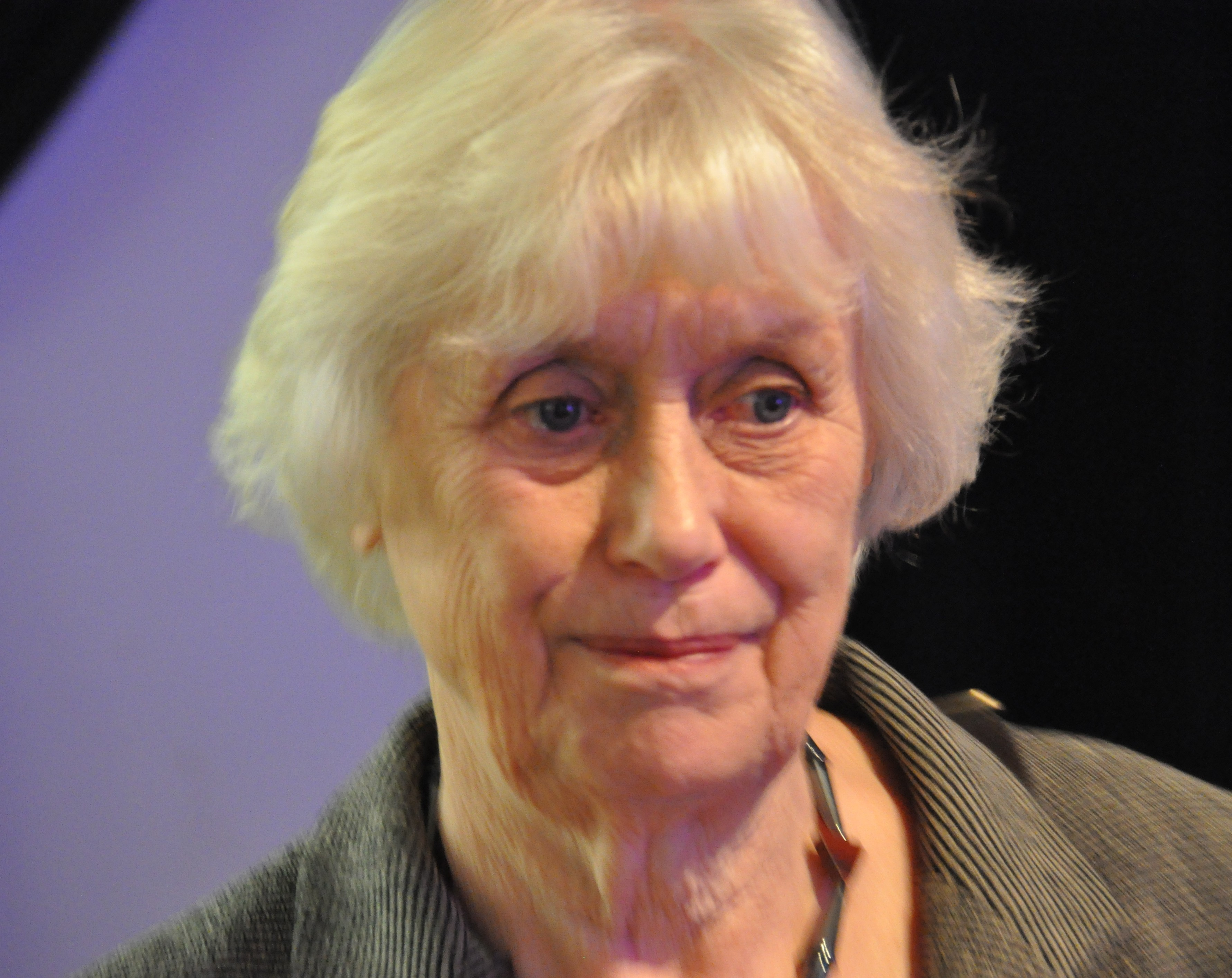
Керстін Екман, лауреатка 1984 року

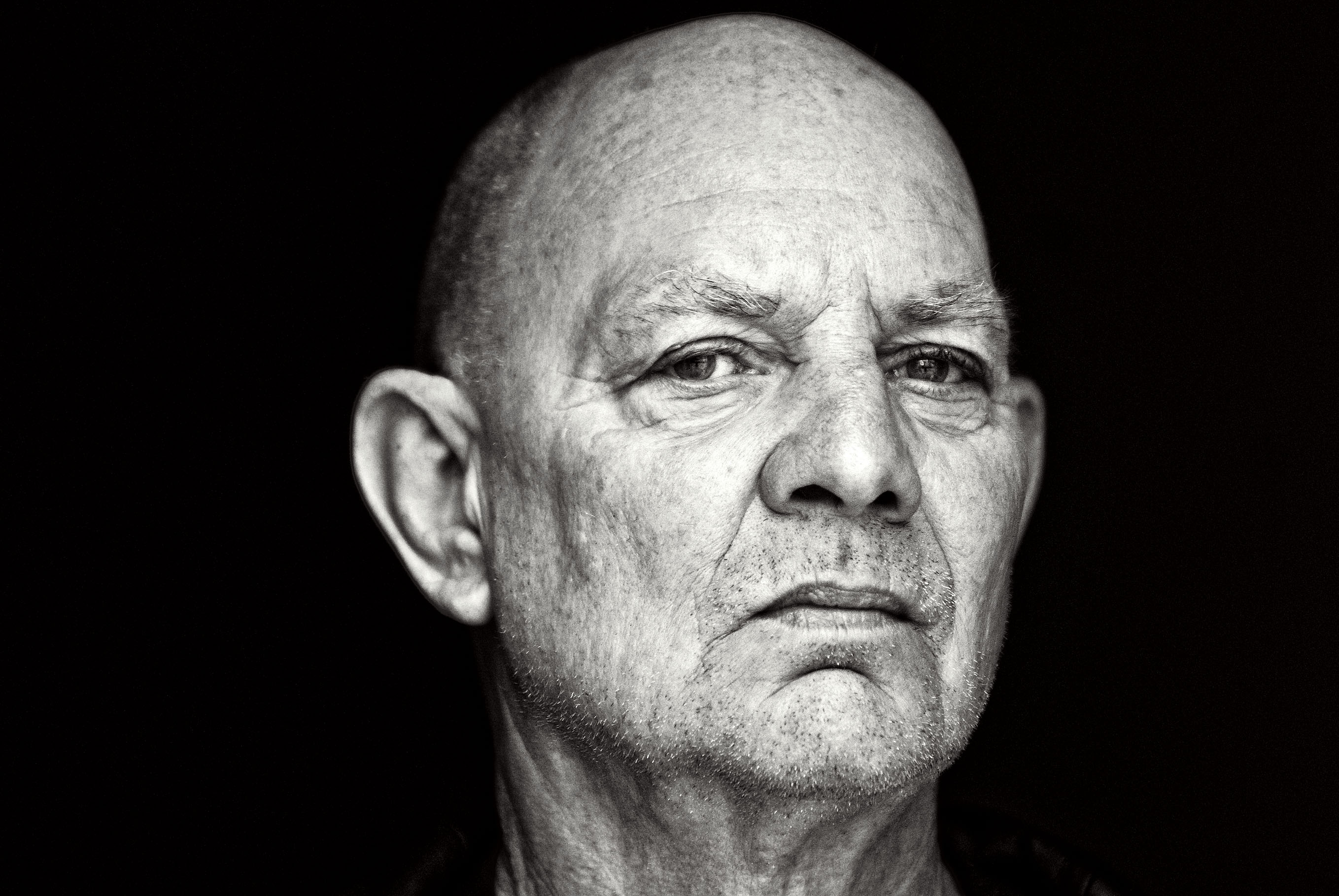
Ларс Нурен, лауреат 1985 року

Пре́мія Че́лльґрена (швед. Kellgrenpriset) — це шведська літературна нагорода, яку щороку журі Шведської академії присуджує письменникам «за видатний внесок на полі діяльності Академії, незважаючи на те, чи належать вони до її членів». Грошовий еквівалент премії, заснованої 1979 року від імені й за рахунок Карла Раґнара та Карін Гіров, становить 200 000 шведських крон. Премію назвали на честь шведського письменника Югана Генріка Челльґрена.
| Рік  | Лауреат                 |
| ---- | ----------------------- |
| 1979 | Карл Веннберг           |
| 1980 | Свен Бартель            |
| 1981 | Томас Транстремер       |
| 1982 | Ґуннель Алін, Ларс Алін |
| 1983 | Юганнес Едфельт         |
| 1984 | Керстін Екман           |
| 1985 | Ларс Нурен              |
| 1986 | Ларс Юлленстен          |
| 1987 | Ульф Лінде              |
| 1988 | Кнут Анлунд             |
| 1989 | Свен Дельбланк          |
| 1990 | П. С. Єршильд           |
| 1991 | Біргітта Троціґ         |
| 1992 | Суне Ернберг            |
| 1993 | Торґню Седерстедт       |
| 1994 | Юганнес Едфельт         |
| 1995 | Інґе Юнссон             |
| 1996 | Стіґ Клессон            |
| 1997 | Юган Асплунд            |
| 1998 | Челль Еспмарк           |
| 1999 | Торстен Екбом           |
| 2000 | Свен Ліндквіст          |
| 2001 | Єран Мальмквіст         |
| 2002 | Свен Ерік Лідман        |
| 2003 | Томас фон Вегесак       |
| 2004 | Андерс Бодеґорд         |
| 2005 | Івонна Гірдман          |
| 2006 | Андерс Пільц            |
| 2007 | Гаррі Єрв               |
| 2008 | Інґвар Б'єркесон        |
| 2009 | Бенґт Еміль Юнсон       |
| 2010 | Ян Стульпе]             |
| 2011 | Аріс Ф'юретос           |
| 2012 | Аґнета Плейєл           |
| 2013 | Мацей Заремба           |
| 2014 | Матті Клінґе            |
| 2015 | Сесілія Ліндквіст       |